# コットス
コットス（古希: Κοττος, Kottos, 英: Cottus）は、ギリシア神話の巨人である。コットスとは「突く者」の意。天空神ウーラノスと大地母神ガイアの息子で、百手巨人ヘカトンケイルの1人。ブリアレオース、ギューゲースと兄弟。

## 神話
コットスとその兄弟は百の腕と50の頭を持つ異形の姿に、巨大な体躯と怪物的な膂力を合わせ持つ巨人として生まれたが、一つ目の巨人キュクロープスとともにウーラノスによってガイアの腹の中に閉じ込められた。その後、ティーターン族との戦争（ティーターノマキアー）の際にゼウスによって解放された。ヘーシオドスによると、コットスは感謝してゼウスの思慮を称え、ゼウスの参戦要請に快く応じた。「これは異なことをおっしゃる。あなたが深い思慮をお持ちであることも、冷酷な災厄から不死の神々を守っておいでであることも、我々はよく存じている。そして今まさにあなたの深き思慮により、我々は暗黒の中の冷酷な縛めより解放されて帰還することができた。おお、クロノスの御子よ、思いがけず僥倖に巡り合ったのだ。だから、ひるむことなく逸る心でもって恐るべき戦争であなたの力となることもやぶさかではない、ティーターンどもと激しく渡り合ってな」。こうして彼らはゼウスに味方してティーターン族と戦い、戦争が終わると彼らはタルタロスに赴き、敗れたティーターン族の見張りを務めた。またコットスとギューゲースはオーケアノスの上に館を建てて住んだともいわれる。